# Merfyn Frych ap Gwriad
Merfyn Frych ap Gwriad, detto il Lentigginoso (... – 844), è stato un sovrano inglese, sovrano del Gwynedd dall'825 all'844.
Merfyn assunse il controllo del Gwynedd nell'825, alla morte di Hywel, sebbene sia probabile che avesse preso il potere nell'Anglesey sin dall'818. Secondo la tradizione bardica, proveniva dalla terra di Manaw, che non si sa bene se sia l'isola di Man (Ynys Manaw in gallese) o il Manaw Gododdin, l'area attorno al Firth of Forth. Sembrerebbe, però, che egli fosse un discendente di Cunedda, fondatore della dinastia del Gwynedd, che era un principe del Manaw Gododdin.
Egli, comunque, potrebbe aver reclamato il trono in quanto figlio di Esyllt (figlia di Cynan), che sposò Guriat, signore dell'Anglesey. Merfyn si legò alla casa reale del Powys, sposando Nest, figlia Cadell ap Brochwel e sorella di Cyngen, re del Powys. Ha reputazione di patrono dei letterati.
Nonostante le incursioni dei danesi, Merfyn riuscì a mantenere intatto il suo regno fino alla morte (844).